# Чортеа (Караш-Северин)
Чортеа (рум. Ciortea) насеље је у Румунији у округу Караш-Северин у општини Врани. Oпштина се налази на надморској висини од 88 m.

## Прошлост
По "Румунској енциклопедији" насеље се први пут помиње 1355. године. Поново се јавља 1690-1700. година, а 1717. године у селу је пописано 11 домова. Место је 1819. године постао спахилук грофа Бисингена.
Аустријски царски ревизор Ерлер је 1774. године констатовао да место "Чорда" припада Јасеновачком округу, Новопаланачког дистрикта. Становништво је било влашко.

## Становништво
Према подацима из 2002. године у насељу је живело 222 становника.

### Попис2002.
| Расподела становништва по националности 2002.‍ | Расподела становништва по националности 2002.‍ | Расподела становништва по националности 2002.‍ | Расподела становништва по националности 2002.‍ | Расподела становништва по националности 2002.‍ |
| --------------------------------------------- | --------------------------------------------- | --------------------------------------------- | --------------------------------------------- | --------------------------------------------- |
|                                               |                                               |                                               |                                               |                                               |
| Румуни                                        | Румуни                                        |                                               | 207                                           | 94,1%                                         |
| Роми                                          | Роми                                          |                                               | 13                                            | 5,9%                                          |